# DB芸人
DB芸人（ディービーげいにん）は、鳥山明原作の漫画『ドラゴンボール』のキャラクターに扮してネタ、トークをするお笑い芸人集団の総称。

## 概要
『ドラゴンボール』のキャラクターに扮してネタなどを行う芸人（通称「ドラゴンボール芸人」「DB芸人」）。R藤本はDB芸人を集めて「DBナイト」を行うなど、ドラゴンボール芸人たちのリーダー的存在として積極的にイベントなどを行っている。R藤本の冠ニコニコ生放送番組『R藤本の水曜はじけてまざれ!』にDB芸人がゲスト出演することも多い。
元々はそのキャラクターをやっていなかったが、R藤本に言われてそのキャラクターを始めた芸人も複数存在する（栽培マン、ZTVアナウンサーなど）。
2016年にアイデンティティ・田島が野沢雅子に扮してネタを行うようになると、ブレイクして行った。
徐々にアイデンティティとR藤本、DB芸人の共演が増える。2018年にはアイデンティティ、R藤本、BANBANBAN・山本がレギュラー出演する『まろに☆え〜るTV』も始まった。しかし、山本は第四シリーズ『まろに☆え〜るTV-GT』の途中からスケジュールが合わない関係でしばらくレギュラーから降板していた。

## 略歴
2012年6月8日から不定期でR藤本主催『DBナイト』が開催される。
2013年3月2日にR藤本作・演出、出演はDB芸人というコメディショー『劇団アニメ座DB』を開催。全340席完売を記録。
アイデンティティ・田島が2015年12月から野沢雅子の声真似芸を始め、2016年1月からは野沢雅子に扮してネタを行うようになった。2016年11月3日にはR藤本主催『DB芸人コントライブ「超コント伝説」』にアイデンティティ・田島も出演。それ以降、youtubeチャンネルやお笑いライブでのR藤本とアイデンティティの共演が多くなる。
2016年7月末、DB芸人の公式HPが開設。
2017年11月23日、R藤本主催『劇団アニメ座DB超』を開催。全450席完売を記録。
2018年1月から毎月、『DB芸人バーサスライブ（DB芸人VSライブ）』を開催。
2018年2月から『まろに☆え〜るTV』にアイデンティティ、R藤本、BANBANBAN・山本の4人がレギュラー出演。同じく上記の4人が2019年4月24日から『それって!?実際どうなの課』に不定期で出演。前述の4人での活動が増える。
2020年2月13日から2月16日、4日間6公演、R藤本主催『真・劇団アニメ座DB ～DB芸人絶滅計画～』を開催。全6回公演・全2400席完売を記録。回ごとに変わるアフタートークゲストに中原麻衣、高橋美佳子、東村アキコ、まろに☆えーる、山里亮太、東海オンエア、堀川りょうも出演した。

## 主なDB芸人
正式なDB芸人（DB芸人のHPに掲載されている人物、DB芸人オーディションで合格した人物など）と、それ以外のDB芸人を併せて記載する。複数回ライブ、番組に出演しているDB芸人のみ記載。
| 芸名                           | キャラクター名           | DB芸人として活動開始 |
| ------------------------------ | ------------------------ | -------------------- |
| R藤本                          | ベジータ                 | 2007年6月            |
| ぴっかり高木                   | ナッパ                   | 2007年7月            |
| ぴっかり高木                   | パンブーキン             | 2019年11月           |
| バードフミヤ                   | ヤムチャ                 | 2007年3月以前        |
| BANBANBAN・山本                | 最終形態フリーザ         | 2007年8月            |
| 千葉ドラゴン                   | 魔人ブウ                 | 2009年8月以前        |
| 千葉ドラゴン                   | 人造人間19号             | 2012年7月            |
| 千葉ドラゴン                   | トテッポ                 | 2019年11月           |
| 一丁                           | ピッコロ                 | 2009年9月以前        |
| 一丁                           | ブルー将軍               | 2013年9月            |
| ツクロークン                   | 栽培マン（サイバイマン） | 2010年10月           |
| ツクロークン                   | 人造人間20号             | 2011年12月           |
| ツクロークン                   | セルジュニア             | 2015年9月            |
| ツクロークン                   | モナカ                   | 2016年6月            |
| ツクロークン                   | ピラフ                   | 2019年7月            |
| ツクロークン                   | ゾイレー                 | 2022年1月            |
| スタジオカドタ                 | 完全体セル               | 2011年12月頃         |
| スタジオカドタ                 | キャベ                   | 2017年10月           |
| タカタ先生                     | ZTVアナウンサー          | 2012年1月            |
| 昆布ちゃん                     | ラディッツ               | 2012年7月            |
| 昆布ちゃん                     | 第1形態セル              | 2013年7月            |
| 昆布ちゃん                     | 亀仙人                   | 2017年3月            |
| きしはやと                     | クリリン                 | 2012年12月           |
| りかっち（田辺麗圭）           | ビーデル                 | 2012年12月以前       |
| りかっち（田辺麗圭）           | パン                     | 2013年12月以前       |
| りかっち（田辺麗圭）           | パンばあちゃん           | 2019年9月            |
| りかっち（田辺麗圭）           | グレートサイヤマン2号    | 2019年11月           |
| モリオハザード                 | ダーブラ                 | 2013年9月            |
| 橋山メイデン                   | ザーボン                 | 2013年9月            |
| 橋山メイデン                   | ブロリー                 | 2016年9月            |
| TEAM近藤                       | ドドリア                 | 2014年4月            |
| アイデンティティ・田島         | 野沢雅子                 | 2016年1月            |
| アイデンティティ・田島         | 孫悟空                   | 2023年5月            |
| アイデンティティ・見浦         | 人造人間17号             | 2016年8月            |
| アイデンティティ・見浦         | 鳥山明                   | 2017年6月            |
| アムール・虹組キララ           | ビーデル                 | 2016年9月            |
| アムール・虹組キララ           | ランチ                   | 2019年11月           |
| れっぴーず                     | パン                     | 2018年4月            |
| れっぴーず                     | チチ                     | 2019年11月           |
| れっぴーず                     | セリパ                   | 2021年9月            |
| ガーリィレコード・フェニックス | ヤムー                   | 2018年6月            |
| ガーリィレコード・フェニックス | ディスポ                 | 2019年11月           |
| ガーリィレコード・高井         | スポポビッチ             | 2018年6月            |
| ガーリィレコード・高井         | トッポ                   | 2019年11月           |
| アムール・ロッキー             | ウイス                   | 2018年10月           |
| たろちゃん組                   | チャオズ                 | 2019年11月           |
| イチキップリン                 | ジレン                   | 2019年11月           |

| 芸名                          | キャラクター名   | DB芸人として活動開始 |
| ----------------------------- | ---------------- | -------------------- |
| プラス・マイナス・兼光        | 最終形態フリーザ | 2011年以前           |
| まりブ                        | チャオズ         | 2016年9月            |
| まりブ                        | マイ             | 2019年7月            |
| 歩子                          | かめはめ波       | 2017年3月            |
| 歩子                          | 筋斗雲           | 2017年11月           |
| 歩子                          | 神龍             | 2017年11月           |
| こりゃめでてーな・伊藤        | ムラサキ曹長     | 2018年4月            |
| こりゃめでてーな・伊藤        | ミスター・サタン | 2020年10月           |
| 2人のトイボックス・くらっさん | シュウ           | 2019年7月            |
| KANAIWA・荒木                 | プイプイ         | 2019年11月           |
| 山田ライトニング              | 天津飯           | 2019年11月           |
| 笑音（しょーん）              | ミスター・サタン | 2024年12月           |
| 笑音（しょーん）              | ブルー将軍       | 2025年4月            |

| 芸名                       | キャラクター名                   | DB芸人として活動開始 |
| -------------------------- | -------------------------------- | -------------------- |
| BANBANBAN・鮫島            | 鳥山明                           | 2008年7月以前        |
| BANBANBAN・鮫島            | フリーザ軍のモブ                 | 2023年7月            |
| 五味侑也                   | ヤムチャ                         | 2011年9月            |
| 裏切りマンキーコング・西澤 | ヤムチャ                         | 2011年9月            |
| おかずクラブ・オカリナ     | 栽培ウーマン（サイバイウーマン） | 2013年3月            |
| おかずクラブ・ゆいP        | ブルマ                           | 2013年3月            |

| 芸名               | キャラクター名 | DB芸人として活動開始 | 引退                              |
| ------------------ | -------------- | -------------------- | --------------------------------- |
| カッコントウ・関川 | 界王           | 2011年11月           | 2016年5月の仕事を最後にDB芸人引退 |
| 仁田和伸           | 桃白白         | 2013年9月            | 2021年2月にDB芸人引退             |
| ベン山形           | ナム           | 2017年12月           | 2019年2月にDB芸人引退             |
| 泉クリス           | トランクス     | 2019年4月            | 2019年11月にDB芸人引退            |
| KANAIWA・番匠      | バビディ       | 2019年11月           | 2021年5月にDB芸人引退             |

| 芸名         | キャラクター名   | DB芸人として活動開始 | 引退                  |
| ------------ | ---------------- | -------------------- | --------------------- |
| 盗涙王・原田 | 人造人間17号     | 2009年5月以前        | 2016年9月30日芸人引退 |
| 盗涙王・中村 | 人造人間18号     | 2009年5月以前        | 2016年9月30日芸人引退 |
| ひーちゃん   | 人造人間18号     | 2016年1月            | 2017年6月末芸人引退   |
| ケンシロウ   | ミスター・サタン | 2016年9月            | 2017年11月末芸人引退  |

## 主なユニット
DB芸人が結成したユニット。複数回ライブ、番組に出演しているユニットのみ記載。
| ユニット名                      | メンバー                                   | ユニット結成日 |
| ------------------------------- | ------------------------------------------ | -------------- |
| DB芸人バンドBBB（トリプルビー） | 千葉ドラゴン 橋山メイデン 笑音（しょーん） | 2025年4月      |

| ユニット名 | メンバー               | ユニット結成日 |
| ---------- | ---------------------- | -------------- |
| アイデンR  | アイデンティティ R藤本 | 2021年7月1日   |

| ユニット名              | メンバー                                                 | ユニット結成日 | 解散          |
| ----------------------- | -------------------------------------------------------- | -------------- | ------------- |
| DBボスバンド ワルフルズ | BANBANBAN・山本 スタジオカドタ 橋山メイデン 千葉ドラゴン | 2020年8月27日  | 2024年12月7日 |